# 고미영 (산악인)
고미영(高美英, 1967년 7월 3일~2009년 7월 12일)은 대한민국의 산악인으로 작은 체구임에도 2007년 여성 산악인으로는 최초로 8,000 미터급 산 3개 등정에 성공하는 등 대한민국 내 여성 산악인의 대표주자로 꼽혀 왔지만 2009년 낭가파르바트산 등정 후 하산 도중 등반 사고로 세상을 떠났다.

## 업적
고미영은 스포츠 클라이밍 분야에서 많은 기록을 세웠다.

### 경기 성적
| 년도      | 경기 성적                                                          |
| --------- | ------------------------------------------------------------------ |
| 1995-2003 | 전국등반경기대회 9 연패                                            |
| 1997-2003 | 아시안 선수권 대회 6회 우승                                        |
| 1998      | 프랑스 니스 국제오픈 1위                                           |
| 1998      | 중국 화산 초청경기 1위                                             |
| 1998      | 월드 X게임 (미국 샌디에고) 초청경기 2위                            |
| 1998      | 아시안 X-게임(태국 푸껫) 1위                                       |
| 1999      | 영국 셰필드 국제오픈 볼더링 1위                                    |
| 1999      | 슬로베니아 크란 월드컵 7위                                         |
| 1999      | 프랑스 브장송 월드컵 4위                                           |
| 2000      | 월드컵 종합랭킹 6위                                                |
| 2000      | 아시안 X-게임(태국 푸껫) 1위                                       |
| 2000      | 슬로베니아 크란 월드컵 6위                                         |
| 2000      | 프랑스 알베르빌 국제오픈 2위                                       |
| 2000      | 이탈리아 아르코 록 마스터 7위                                      |
| 2000      | 프랑스 세르슈발리에 초청경기 8위                                   |
| 2001      | 에델바이스배 빙벽등반대회 난이도경기 1위                           |
| 2001      | 스포츠클라이밍 월드컵(슬로베니아 크란) 5위                         |
| 2001      | 아시안 선수권 대회 (중화민국 융허) 볼더링 우승                     |
| 2001      | 스포츠클라이밍 세계 랭킹 5위                                       |
| 2002      | 세계 아이스 클라이밍 선수권(오스트리아 피츠탈) 4위                 |
| 2002      | 프리빅월(이태리 쟈르데냐-호텔 슈프라몽테 450m, 5.13d) 세계여성초등 |
| 2002      | 스포츠클라이밍 세계초청경기(중국) 5위                              |
| 2003      | 아이스클라이밍 월드컵 종합랭킹 5위                                 |
| 2003      | 스포츠클라이밍 월드컵(중국 선전) 8위                               |

### 등반 경력
| 년도 | 등반 경력                                                                                          |
| ---- | -------------------------------------------------------------------------------------------------- |
| 1994 | 11월 프랑스 브리앙송 지역 등반                                                                     |
| 1996 | 11월 슬로베니아 OSP(오스포), Mijapeck(미자펙) 지역 등반                                            |
| 1998 | 4월 태국 프라낭 등반                                                                               |
| 1998 | 6월 미국 캘리포니아주 Red rock(레드락), Mt Charlston(마운틴 찰스톤)지역 등반                       |
| 1998 | 10-12월 프랑스 뷔욱스, 샤토베, 로크베, 오르곤, 칼랑크 지역 등반                                    |
| 1999 | 6월 프랑스 베르동, 세우즈 지역 등반                                                                |
| 2000 | 5월 미국 와이오밍주, salt lake city주(아메리칸포크에서 5.13d/14a(cop killer 여성최초)              |
| 2000 | 7-10월 프랑스와 스페인(온사이트 5.13a/b), 이태리, 슬로베니아 암장순례                              |
| 2001 | 7-9월 스위스, 오스트리아, 이태리 암장순례                                                          |
| 2002 | 4월 이태리 쟈르데냐섬 멀티피치(호텔 슈프라몽테-450미터, 12피치 5.12c-5.13d, 10시간 등반, 여성최초) |
| 2002 | 6월 프랑스 베르동 멀티피치(250미터, 6피치, 5.12d-5.13d, 여성최초)                                  |
| 2002 | 7월 프랑스 암장순례(브리앙송, 세우즈 지역)                                                         |
| 2002 | 10월 요르단(Wadiram) 사막 암장순례(요르단 관광청 초청)                                             |
| 2002 | 10-11월 오스트리아, 슬로베니아 지역 암장순례                                                       |
| 2003 | 1-2월 러시아 Kirov(기로브),오스트리아 Pitztal(피츠탈),이태리 Daone(다오네) 믹스등반                |
| 2003 | 7-8월 프랑스, 스페인암장(온사이트 5.13b) 등반                                                      |
| 2003 | 10월 중국 Yangshuo(양수오)암장 등반                                                                |
| 2004 | 7-8월 프랑스, 스페인 암장 순례                                                                     |
| 2004 | 10-11월 프랑스, 오스트리아, 체코, 슬로베니아지역 등반                                              |
| 2004 | 12월 베트남 Harongbay(하롱베이) 암장 등반                                                          |
| 2005 | 7월 카라코람 히말라야 차라쿠사지역 등반, 드리피카봉(6,447m) 등정                                   |
| 2006 | 에베레스트 북동릉 등반                                                                             |
| 2006 | 설악산 유선대 이륙공천 루트 개척                                                                   |

## 사망
2009년 7월 10일 히말라야 낭가파르밧산 등정에 성공함으로써 2009년에만 4개 봉우리를 오르는 등 총 11좌 등정에 성공했지만 다음날 11일 낭가파르밧에서 하산하던 중 해발 6,200 미터 지점 '칼날 능선'에서 실족하여 목숨을 잃었으며그녀가 추락한 장소는 눈사태와 낙석이 자주 발생하여 대원들끼리 로프로 몸을 묶을 수 없는 곳이었기 때문에 변을 당한 것으로 추측된다.
그녀는 사고 직전까지 또 다른 산악인인 오은선과 함께 8,000 미터급 14좌 등정 기록을 놓고 경쟁을 벌여 왔는데 둘 사이의 과도한 경쟁이 이번 사건의 원인이 아니냐는 분석이 나오고 있다.